# The Crucible (1914)
The Crucible é um filme mudo de drama romântico produzido nos Estados Unidos e lançado em 1914. É considerado um filme perdido.